# Bijacovce
Bijacovce jsou obec na Slovensku v okrese Levoča. První písemná zmínka o obci pochází z roku 1258.

## Pamětihodnosti
- raně gotický kostel Všech svatých z poloviny 13. století
- původně románská rotunda sv. Kosmy a Damiána ze stejného období, přestavěna v baroku
- pozdně barokní zámek[3][4]
- zámecký park[3][5]

## Rodáci
- Pavol Kalinaj (1915 – 1951) – oběť komunismu v Československu